# 杉本裕太郎
杉本 裕太郎（すぎもと ゆうたろう、1991年4月5日 - ）は、徳島県阿南市出身のプロ野球選手（外野手）。右投右打。オリックス・バファローズ所属。愛称は「ラオウ」。

## 経歴

### プロ入り前
小学校から野球を始めると、阿南市立阿南中学校では軟式野球部に所属。中学3年の時には、徳島県大会での優勝や、四国大会でのベスト4進出に貢献した。
徳島商業高等学校への進学後は、1年生の夏に投手として、徳島大会に登板。チームが全国大会への出場を決めると、控え投手としてベンチ登録のメンバーに入ったが、甲子園球場での登板機会はなかった。2年生の夏にクローザーを任されると、2年生の秋からエースに定着。しかし、全国大会への出場は1年生の夏だけにとどまった。
高校卒業後に青山学院大学経営学部へ進学。投手としての素質を見込まれていたが、自身の志願によって、入学早々に外野手へ転向した。東都大学リーグでは、1年生の秋季リーグ戦から指名打者に起用。4番打者に定着した2年生の秋季リーグ戦では、10月6日の日本大学戦でリーグ史上19年ぶり6人目のサイクル安打を達成し、ベストナインを受賞した。3年生以降のリーグ戦では、2年後輩の3番打者・吉田正尚との2者連続本塁打を3回記録。4年生の秋季リーグ戦では、駒澤大学の今永昇太から、単独で2打席連続本塁打を打った。東都大学1部リーグ通算83試合に出場、309打数81安打、打率.262、9本塁打、32打点。野球部の同期には東條大樹、渡邉雄大、1学年後輩には加藤匠馬がいる。
大学卒業後はJR西日本へ入社。入社1年目から公式戦に出場すると、JABA広島大会で広島東洋カープの二軍に在籍していた池ノ内亮介から特大の本塁打を打った。同社勤務時には広島支社輸送課に所属。 書類のシュレッダーやコーヒーシロップの買い足しなどの雑務が主な業務で「お金を稼いでいくことの大変さを学んだ」と語る。
2015年のNPBドラフト会議で、オリックス・バファローズから10巡目で指名された。杉本が指名されたのは、支配下登録選手として指名された88選手中の87番目であった。指名後に契約金2000万円、年俸600万円（金額は推定）という条件で入団した。背番号は99。吉田とは大学以来のチームメイトとなり、JR西日本でのチームメイト・高野圭佑も、千葉ロッテマリーンズから7巡目で指名された。

### オリックス時代
2016年、同期入団の大城滉二・鈴木昂平と共に、春季キャンプを一軍で迎え、途中まで一軍に帯同した。公式戦では、6月14日の対阪神タイガース戦（阪神甲子園球場）に、「1番・中堅手」として先発で一軍デビューしたが、無安打に終わり、この試合に出場しただけで翌日に出場選手登録を抹消された。また、痛めていた右肘の状態が悪化したため、抹消後の8月10日には右肘骨棘（こっきょく）を内視鏡で除去する手術を受けた。オフに、現状維持の推定年俸600万円で契約を更改した。
2017年、2年連続で春季キャンプのスタートを一軍で迎えたが、公式戦は二軍でスタート。7月13日のフレッシュオールスターゲーム（草薙球場）では、ウエスタン・リーグ選抜の「6番・右翼手」として先発出場を果たした。ウエスタン・リーグ公式戦には、9月上旬までに80試合へ出場し、打率.250ながらチームトップの8本塁打、35打点を記録した。9月9日にシーズン初の出場選手登録を果たすと、当日の対東北楽天ゴールデンイーグルス戦（Koboパーク宮城）に「1番・中堅手」として先発出場。1回表に先頭打者として辛島航からバックスクリーンに打った本塁打が、一軍公式戦でのプロ初安打にもなった。翌10日の同カードでも1点ビハインドの9回表二死二塁から代打に起用されたが、3球三振に終わり、わずか2日で登録を抹消された。一軍公式戦通算では、9試合の出場で打率.118（17打数2安打）にとどまったが、安打はいずれも長打（二塁打と前述した初回先頭打者本塁打）であった。オフに、100万円増の推定年俸700万円で契約を更改した。
2018年、3年続けて春季キャンプのスタートを一軍で迎えたが、終盤の紅白戦でサインミスを犯し、二軍へ合流。ウエスタン・リーグ公式戦でも、開幕からは7月上旬まで本塁打が出ず、打率が2割を切るほどの不振に陥っていた。7月11日に初めて一軍登録されると、同日の対楽天戦（楽天生命パーク）に「7番・右翼手」として先発で起用された。4回表一死満塁で迎えた第2打席で、辛島から一軍でのシーズン初満塁本塁打を記録した。7月17日の対北海道日本ハムファイターズ戦（京セラドーム大阪）でも、3回裏一死満塁で玉井大翔から2試合連続となる満塁本塁打を記録した。9月2日の西武戦で今井達也から左手に死球を受け途中交代し、左第5中手骨骨折と診断された。9月6日に骨折部の接合手術を受けた。一軍公式戦は7試合の出場で、わずか3安打で8打点を記録し、シーズン終了後の契約交渉では推定年俸830万円（前年から130万円増）という条件で契約を更改。この年も一軍公式戦で打った安打がいずれも長打（二塁打と前述した2試合連続満塁本塁打）であり、「一軍に定着して一軍公式戦で単打を打つこと」を翌2019年の目標に挙げた。12月から根鈴雄次の指導を受ける。
2019年、春季キャンプからオープン戦まで一軍に帯同した。開幕一軍入りは逃したものの、ウエスタン・リーグ公式戦9試合で打率.313、4本塁打を記録するなど好調で、4月10日から一軍へ復帰した。4月13日の対埼玉西武ライオンズ戦（メットライフドーム）に先発で一軍公式戦初の4番打者に起用されると、3回表の第2打席でシーズン初安打をバックスクリーン直撃の1号2点本塁打、7回表の第4打席で2本目の安打を2号ソロ本塁打でマーク。4月19日の対日本ハム戦（ほっともっとフィールド神戸）7回裏には、シーズン3本目の安打を一軍公式戦初の代打本塁打で記録した。翌20日の楽天戦（楽天生命パーク）で「6番・左翼手」として先発出場し、5回表の第2打席で、美馬学から一軍公式戦初の単打を打った。一軍公式戦では通算で4本の本塁打を打ち、4試合で4番打者を任されたが、出場自体は18試合、打率は.157にとどまった。ウエスタン・リーグの公式戦では、通算78試合の出場でチームトップ（リーグ2位）の14本塁打、チームトップ（リーグ6位）の43打点、打率.277を記録した。オフに、50万円増の推定年俸880万円で契約を更改した。
2020年は開幕二軍だった。しかし8月21日の朝、二軍本拠地の舞洲の浴場で8月20日をもって監督を退任することになった西村徳文の代わりに同日から監督代行を務めることになった前二軍監督の中嶋聡から「一緒に行くぞ」と伝えられ、一軍に昇格。その日の西武戦（京セラドーム）に先発出場し、6回には同点の2点適時打を放つ活躍を見せた。オフに、520万円増の推定年俸1400万円で契約を更改した。
2021年はシーズン途中で4番打者に定着し、4月22日の西武戦では増田達至からサヨナラの左前適時打を放った。5月19日の対ロッテ戦（京セラドーム大阪）では2回に岩下大輝から、8回に唐川侑己から1試合2本塁打を放ち、自身初のシーズン2桁本塁打を記録した。6月は打率.375、5本塁打、19打点の活躍で初の月間MVPを受賞。同年のオールスターには監督推薦で初選出され、第2戦で初本塁打を放ち敢闘選手賞を受賞。シーズン後半戦に入ると、8月25日の対楽天戦（楽天生命パーク）で2回一死無走者の打席で早川隆久から球団の日本人右打者で2003年の山﨑武司（22本）、谷佳知（21本）以来18年ぶりとなるシーズン20本塁打、10月7日の対日本ハム戦（京セラドーム大阪）の3回裏に、30歳で自身のキャリア初となるシーズン30本塁打を放つ。最終的に、自身初の規定打席に到達し打率.301・32本塁打・83打点を記録し、パ・リーグの本塁打王を獲得。本塁打王のタイトルは球団では2010年のT-岡田以来11年ぶり、球団の日本人右打者としては1973年の長池徳士以来48年ぶりの受賞となった。打率3割以上でのパ・リーグ本塁打王は小笠原道大以来15年ぶりとなった。ドラフト10位指名からの本塁打王は1979年の掛布雅之、2005年の新井貴浩のドラフト6位からの本塁打王より低い指名順位からの本塁打王となり、史上最も低い指名順位からの本塁打王となった。さらに、前年2本塁打以下の選手による本塁打王の獲得は、新人や新外国人を除いて、2リーグ制になってからは初のことであった。また、球団としては2008年のアレックス・カブレラ以来、日本人打者に限れば1989年の門田博光以来となる3割30本を達成した。ロッテ戦ではチーム別最多の13本塁打を放った。ロッテとのクライマックスシリーズでは第2戦に東妻勇輔から決勝本塁打を放つ活躍を見せ、シリーズMVPに選ばれた。東京ヤクルトスワローズとの日本シリーズでは打率.292（24打数7安打）、1本塁打、3打点の活躍で日本シリーズ優秀選手に選出された。オフに5600万円増となる推定年俸7000万円で契約を更改した。
2022年のオープン戦前半は打率3割台と好調だったものの、後半は調子を落とし、計15試合の出場で打率.233、本塁打を記録できなかった。開幕から4番に座るも、開幕14試合時点で打率1割台前半と打撃不振に陥り、4月10日の対ロッテ戦で初めて先発を外された。同日の試合ではロッテ先発の佐々木朗希が打者一人の出塁も許さない快投を披露。27人目の打者として代打で出場するも、フォークボール3連投を前に一度もバットに当てることができず、3球で空振り三振を喫し、佐々木の完全試合ならびに1試合19奪三振のNPBタイ記録達成の最後の打者となった。同月26日の対日本ハム戦（東京ドーム）でシーズン初のマルチ安打を記録し、復調の兆しを見せたが、試合後に体調不良を訴え、検査の結果、新型コロナウイルス感染症に罹患していることが判明。翌日に一軍登録を抹消された。5月14日に一軍に復帰。復帰後3試合では11打数無安打6三振の内容で、打順も4番から下がり、5月17日時点で打率は.117だった。5月18日の対日本ハム戦で復帰後初安打を含むマルチ安打を打ったのを皮切りに打撃が復調。そのままセ・パ交流戦に突入しても好調を維持し、全18試合に先発出場したうち15試合で安打を放ち、更にそのうち9試合でマルチ安打を記録した。6月3日からは4番にも復帰し、交流戦終了の6月12日時点で打率を.250まで回復させた。交流戦での打率は首位の.391（69打数27安打）を記録し、交流戦の優秀選手賞にあたる日本生命賞を受賞した。リーグ戦が再開されると、6月22日の第4打席から22打席連続無安打と不調に陥り、再び4番から外されることになったが、6月を通しては全21試合への先発出場でリーグ1位タイの15打点、2位タイの5本塁打、2位の長打率.538を記録。交流戦での活躍や5本の殊勲打でチームの月間勝ち越しに貢献したことも評価され、2021年6月以来2度目となる月間MVPに選ばれた。
ソフトバンクとのクライマックスシリーズでは打率.385、1本塁打、5打点の活躍で、オリックスの日本シリーズ進出に貢献。日本シリーズでは東京ヤクルトスワローズと2年連続で対戦し、第4戦、第6戦で決勝打を放つ活躍を見せた。第7戦では杉本の打球をヤクルトの中堅手・塩見泰隆が後逸し試合を決定づける3点の追加点を挙げた。オリックスはその後リードを守り抜き第7戦に勝利、オリックスの26年ぶり5度目の日本一に大きく貢献した。3度の決勝打を評価され、杉本は日本シリーズMVPを獲得した。12月8日の契約更改では、200万円増の推定年俸7200万円で契約を更改した。また、翌年から選手会長を任されることになった。
2023年、5月2日のソフトバンク戦の守備で左ふくらはぎを負傷。翌日に軽度の筋損傷と診断され、リーグトップの8本塁打を記録していたが、同月4日に出場選手登録を抹消された。同月26日に一軍に合流すると、6月28日の対ロッテ戦（京セラドーム大阪）で7回一・三塁の打席で小島和哉から11号3点本塁打となる自身初のランニング本塁打、7月30日の対日本ハム戦（エスコンフィールドHOKKAIDO）ではシーズン初めて1番打者で出場し、1回表にコディ・ポンセから初回先頭打者本塁打を放った。8月は1日の対楽天戦（京セラドーム）で4回無死一塁の場面で通算1468打席目でプロ入り初の犠打を記録したが、前月の月間打率は.217、1本塁打と打撃不振で、翌2日に出場選手登録を抹消。12日に一軍に復帰したが、4試合で12打席無安打、19日の対日本ハム戦では自身初めて9番打者として先発出場も2打数無安打に終わり、試合後に出場選手登録を抹消された。9月5日に出場選手登録されると、同月17日の対楽天戦（京セラドーム大阪）で4-4の同点で迎えた8回一死二塁の打席で宋家豪からチームの3年連続CS進出を決める決勝適時三塁打を放った。シーズン通算では96試合に出場、打率.242、16本塁打、41打点の成績にとどまった。ロッテとのクライマックスシリーズ・ファイナルステージでは打率.429（14打数6安打）、3打点を記録し、2年ぶりのクライマックスシリーズMVPに選出されたが、第4戦で8回裏の打席で遊ゴロを放った際に足を負傷して途中交代し、表彰式には欠席。代わって石川亮が表彰を受けた。阪神との日本シリーズでは第5 - 7戦に出場し、8打数1安打の成績に終わった。11月8日に神戸市内の病院で左腓骨筋腱腱鞘形成術を受けた。オフの12月6日に300万円増となる推定年俸7500万円で契約を更改した。
2024年は、開幕から15試合に出場して打率.178、0本塁打、1打点と打撃不振で、5月1日に出場選手登録を抹消。同月31日に一軍に再昇格すると、6月は14日の対ヤクルト戦（京セラドーム大阪）で4回一死無走者の打席で奥川恭伸からシーズン71打席目でシーズン初本塁打、29日の対ロッテ戦（ZOZOマリンスタジアム）では延長10回一死二塁の場面で代打で出場し、鈴木昭汰から代打決勝2点本塁打を放った。8月は18日の対日本ハム戦（京セラドーム大阪）で2回・4回に伊藤大海から2021年6月29日の対ロッテ戦（京セラドーム大阪）以来となる2打席連続本塁打、23日の対ロッテ戦（京セラドーム大阪）では両者無得点で迎えた9回二死無走者の打席で益田直也から自身初のサヨナラ本塁打を放った。このサヨナラ打は後に9月13日に8月度の「月間スカパーサヨナラ賞」に選出された。9月は10日の対ロッテ戦（京セラドーム大阪）で2回無死無走者の打席で唐川侑己から本塁打を放ち、4年連続2桁本塁打を記録するなど、月間打率.314と復調した。シーズン通算では82試合に出場、打率.233、11本塁打、27打点の成績にとどまった。オフの12月3日に800万円減となる推定年俸6700万円で契約を更改し、この年限りで選手会長を退任した。

## 選手としての特徴
社会人時代に身長190センチメートル・体重104キログラムと大柄な身体ながら、50メートル走で最速6秒0を計測した俊足と、遠投で115メートルを記録した強肩の持ち主。打撃では長打力と勝負強さを武器としている。その一方で好不調の波が激しいため、確実性を高めることが大学時代からの課題になっている。
入団1年目の春季一軍キャンプではシートノックを視察したデイビッド・サムソン（マイアミ・マーリンズの球団社長（当時））から、「99番の子（杉本）は肩が強くて、体格も良いので気に入った」との賛辞を受け、当時、オリックスの一軍監督であった福良淳一からも、「肩はイチローや田口壮に匹敵するレベル」と絶賛された。
目標の選手として、糸井嘉男を挙げている。

## 人物
漫画『北斗の拳』に登場するラオウのファンで、ラオウの最期の言葉である「我が生涯に一片の悔いなし」を座右の銘に挙げており、グラブなどに刺繍を入れている。自身の愛称も「ラオウ」であり、将来的に登録名とすることも考えていた。2021年9月18日 - 9月21日の「Bsオリっこデー2021」で選手自身がニックネームを決めて背ネームに表記する企画では、「RAOH」表記を使用した。2021年から本塁打を打った後のベンチ前で、ラオウの最期のように右拳を突き上げる「昇天ポーズ」を行っている。
オリックス入団直後のほっともっとフィールド神戸での新人合同自主トレーニング中にイチローから声を掛けられ、新人野手で最初に合同でのフリーバッティングへ名乗りを上げた。イチローは、その姿勢とフリーバッティングの打球に注目。自主トレーニングの最終日には、球団関係者を通じてイチローの練習パートナーに指名されると、イチローから打撃に関するアドバイスを受けた。イチローが新人選手から杉本だけを指名したのは、自身と同じ外野手で、身体面の不安がなかったことによるという。練習後にはイチローの前で阿波踊りを披露し、「自分は日本で一番幸せでしょう」と感激していた。以降はオフシーズンを迎えるたびにイチローの自主トレーニングへ参加していたが、「（自分はまだ一軍で活躍していないので）イチローに迷惑が掛かる」という理由から、2017年に一軍初安打を初回先頭打者本塁打で記録するまでその事実を伏せていた。奇しくも、イチローがシアトル・マリナーズで現役引退を発表した翌日（2019年3月22日）には、阪神タイガースとのオープン戦（京セラドーム大阪）で「野球人生では初めて」というサヨナラ本塁打を代打で打っている。
徳島商業高校での1学年先輩に、米津玄師がいる。米津とは直接の面識がないものの、在学中に校内の文化祭で歌っている姿を見たことがあるという。オリックス4年目（2019年）の契約更改直後に臨んだ記者会見では、シンガーソングライターとしての米津の知名度の高さを引き合いに出しながら、（活動のジャンルが違っていても）米津より知名度を上げることを翌2020年の目標に挙げた。
2021年シーズンの飛躍には、前年からチームメイトになったアダム・ジョーンズの存在も支えになったと語る。ジョーンズはこの年の終わりに退団することになったが、翌2022年のジョーンズのインタビューでは「当時の選手たちに今もアドバイスしている。スギモトはテキストメッセージを送ってくれている。彼には『ストレスをため過ぎるな』と伝えたよ」と、その後も交流が続いている旨が語られた。

## 詳細情報

### 年度別打撃成績
| 年 度     | 球 団      | 試 合 | 打 席 | 打 数 | 得 点 | 安 打 | 二 塁 打 | 三 塁 打 | 本 塁 打 | 塁 打 | 打 点 | 盗 塁 | 盗 塁 死 | 犠 打 | 犠 飛 | 四 球 | 敬 遠 | 死 球 | 三 振 | 併 殺 打 | 打 率 | 出 塁 率 | 長 打 率 | O P S |
| --------- | ---------- | ----- | ----- | ----- | ----- | ----- | -------- | -------- | -------- | ----- | ----- | ----- | -------- | ----- | ----- | ----- | ----- | ----- | ----- | -------- | ----- | -------- | -------- | ----- |
| 2016      | オリックス | 1     | 3     | 3     | 0     | 0     | 0        | 0        | 0        | 0     | 0     | 0     | 0        | 0     | 0     | 0     | 0     | 0     | 2     | 0        | .000  | .000     | .000     | .000  |
| 2017      | オリックス | 9     | 17    | 17    | 2     | 2     | 1        | 0        | 1        | 6     | 2     | 0     | 0        | 0     | 0     | 0     | 0     | 0     | 6     | 1        | .118  | .118     | .353     | .471  |
| 2018      | オリックス | 7     | 14    | 12    | 2     | 3     | 1        | 0        | 2        | 10    | 8     | 0     | 0        | 0     | 0     | 1     | 0     | 1     | 3     | 0        | .250  | .357     | .833     | 1.190 |
| 2019      | オリックス | 18    | 51    | 51    | 5     | 8     | 1        | 0        | 4        | 21    | 7     | 1     | 0        | 0     | 0     | 0     | 0     | 0     | 22    | 2        | .157  | .157     | .412     | .569  |
| 2020      | オリックス | 41    | 141   | 127   | 13    | 34    | 3        | 1        | 2        | 45    | 17    | 1     | 0        | 0     | 0     | 10    | 0     | 4     | 34    | 4        | .268  | .340     | .354     | .695  |
| 2021      | オリックス | 134   | 542   | 478   | 73    | 144   | 20       | 2        | 32       | 264   | 83    | 3     | 3        | 0     | 3     | 51    | 4     | 10    | 116   | 15       | .301  | .379     | .555     | .931  |
| 2022      | オリックス | 105   | 433   | 379   | 37    | 89    | 15       | 1        | 15       | 151   | 51    | 4     | 4        | 0     | 2     | 40    | 2     | 11    | 135   | 9        | .235  | .324     | .398     | .722  |
| 2023      | オリックス | 96    | 370   | 339   | 34    | 82    | 12       | 1        | 16       | 144   | 41    | 0     | 1        | 1     | 2     | 19    | 1     | 9     | 101   | 2        | .242  | .298     | .425     | .723  |
| 2024      | オリックス | 82    | 239   | 219   | 17    | 51    | 7        | 0        | 11       | 91    | 27    | 1     | 0        | 0     | 1     | 15    | 1     | 4     | 56    | 5        | .233  | .293     | .416     | .708  |
| 通算：9年 | 通算：9年  | 493   | 1810  | 1625  | 183   | 413   | 60       | 5        | 83       | 732   | 236   | 10    | 8        | 1     | 8     | 136   | 8     | 39    | 475   | 38       | .254  | .325     | .450     | .776  |

- 2024年度シーズン終了時
- 各年度の太字はリーグ最高

### 年度別守備成績
外野守備
| 年 度 | 球 団      | 外野  | 外野  | 外野  | 外野  | 外野  | 外野     |
| 年 度 | 球 団      | 試 合 | 刺 殺 | 補 殺 | 失 策 | 併 殺 | 守 備 率 |
| ----- | ---------- | ----- | ----- | ----- | ----- | ----- | -------- |
| 2016  | オリックス | 1     | 1     | 0     | 0     | 0     | 1.000    |
| 2017  | オリックス | 3     | 4     | 0     | 0     | 0     | 1.000    |
| 2018  | オリックス | 5     | 4     | 0     | 0     | 0     | 1.000    |
| 2019  | オリックス | 15    | 19    | 0     | 1     | 0     | .950     |
| 2020  | オリックス | 35    | 49    | 1     | 0     | 0     | 1.000    |
| 2021  | オリックス | 131   | 203   | 11    | 5     | 1     | .977     |
| 2022  | オリックス | 93    | 118   | 2     | 2     | 0     | .984     |
| 2023  | オリックス | 79    | 122   | 1     | 0     | 0     | 1.000    |
| 2024  | オリックス | 56    | 71    | 0     | 1     | 0     | .986     |
| 通算  | 通算       | 418   | 591   | 15    | 9     | 1     | .985     |

内野守備
| 年 度 | 球 団      | 一塁  | 一塁  | 一塁  | 一塁  | 一塁  | 一塁     |
| 年 度 | 球 団      | 試 合 | 刺 殺 | 補 殺 | 失 策 | 併 殺 | 守 備 率 |
| ----- | ---------- | ----- | ----- | ----- | ----- | ----- | -------- |
| 2021  | オリックス | 6     | 30    | 1     | 0     | 3     | 1.000    |
| 2022  | オリックス | 4     | 38    | 1     | 0     | 5     | 1.000    |
| 通算  | 通算       | 10    | 68    | 2     | 0     | 8     | 1.000    |

- 2024年度シーズン終了時
- 各年度の太字はリーグ最高

### タイトル
- 本塁打王：1回（2021年）

### 表彰
- ベストナイン：1回（外野手部門：2021年）
- 月間MVP：2回（打者部門：2021年6月[106]、2022年6月[107]）
- 日本シリーズMVP：1回（2022年）
- オールスターゲーム敢闘選手賞：1回（2021年第2戦）
- クライマックスシリーズMVP：2回（2021年、2023年[77]）※2度の受賞は内川聖一に次ぐ歴代2位
- 日本シリーズ優秀選手賞：1回（2021年）
- セ・パ交流戦 日本生命賞：1回（2022年[55]）
- 月間サヨナラ賞：1回（2024年8月[85][108]）

### 記録
初記録
- 初出場・初先発出場：2016年6月14日、対阪神タイガース1回戦（阪神甲子園球場）、「1番・中堅手」で先発出場
- 初打席：同上、1回表に能見篤史から空振り三振
- 初安打・初打点・初本塁打：2017年9月9日、対東北楽天ゴールデンイーグルス21回戦（Koboパーク宮城）、1回表に辛島航から中越初回先頭打者本塁打
- 初盗塁：2019年7月17日、対東北楽天ゴールデンイーグルス18回戦（京セラドーム大阪）、4回裏に二盗（投手：辛島航、捕手：山下斐紹）

その他の記録
- 2試合連続満塁本塁打：2018年7月11日、17日 ※史上8人目、記録継続中に不出場試合があるのは史上唯一
- オールスターゲーム出場：2回（2021年、2023年）

### 背番号
- 99（2016年[9] - ）

### 登場曲
- 「202X」布袋寅泰（2021年 - 、奇数打席）
- 「愛をとりもどせ!!」クリスタルキング（2016年 - 、偶数打席）
- 「TOUGH BOY」TOM★CAT（2018年 - 、チャンス時）
- 「バトルパートBGM」Sammy Sound Team（2024年 - 、奇数打席）
- 「ピエロ」上木彩矢

## 著書
- ベースボール・マガジン社 編『僕がラオウになる日まで　ドラフト10位からの逆襲人生』 BBM1050208、ベースボール・マガジン社、2024年4月5日。ISBN 978-4-583-11663-1。